# Joaquina Eguaras
Joaquina Eguaras es un barrio de Granada, España, perteneciente al distrito Beiro y llamado así por la que fue la primera profesora de la Universidad de Granada y directora del Museo Arqueológico de Granada Joaquina Eguaras Ibáñez. Está situado en la zona oeste del distrito. Limita al norte y al oeste (calle Casería del Cerro), con el barrio de Almanjáyar; al este (calle Pedro Machuca), con el barrio de La Paz; al sur, (calle Tete Montoliú) con el barrio de San Francisco Javier; y al suroeste (avenida Juan Pablo II), con el barrio de La Cruz.
Empezó a constituirse cuando se edificaron sus primeras viviendas, allá por la década de los años 80 del siglo XX , bloques con nombres como Sierra Elvira, Sierra Lújar, Sierra Almijara, Puerta del Sol u Horizonte, se levantaron en esa época. A principio de los años 90, los distintos planes urbanísticos e inmobiliarios relanzaron la construcción en la zona, llegando a configurar y a dar forma a lo que hoy conocemos como el barrio Joaquina Eguaras. De manera habitual, reside en él una población que supera los 10 000 habitantes.       
Geográficamente el barrio está ubicado al norte de Granada ciudad y, a modo de trapecio, ocupa parte de los terrenos que originalmente fueron conocidos como los Pagos de la Mocatea (traducida del árabe como la Ermita) y los Pagos de Almanjáyar (se traduce del árabe como el Llano de los Maestros). Ambas superficies formaban parte de la Vega Alta.
A medida que el barrio fue creciendo en extensión y población, las necesidades y reivindicaciones de sus residentes crecían a la par. Para intentar encauzar y dar respuestas a las reclamaciones que sus nuevos habitantes iban planteando, en octubre de 1985, un grupo de vecinos encabezados por José de Haro González pusieron las bases para constituir la asociación de vecinos del barrio, que se registró con fecha 22 de enero de 1986. 
Después de 12 años, y tras muchas reuniones con el ayuntamiento y los partidos políticos, el 27 de marzo de 1998, la Asociación de Vecinos Joaquina Eguaras fue reconocida por el ayuntamiento como una más de las asociaciones vecinales de Granada.
En 2008 las antiguas zonas de Joaquina Eguaras-Beiro y de Joaquina Eguaras-Norte se agruparon en el barrio Joaquina Eguaras y, como tal, se incorporaron al distrito norte. 
En septiembre de 2011, el barrio Joaquina Eguaras pasa del distrito norte al distrito Beiro del cual depende a efectos administrativos.

## Lugares de interés
- Centro de Magisterio La Inmaculada
- Edificio Administrativo Múltiple de Almanjáyar (Junta de Andalucía)
- Escuela Municipal de Flamenco de Granada
- Parroquia del Espíritu Santo. Edificio Boreal, Calle de Joaquina Eguaras, 5. Bajo, 18013 Granada
- Asociación de Vecinos del Barrio Joaquina Eguaras, Calle Arzobispo Pedro de Castro, 6